# Bazális (filogenetika)
A modern, filogenetikus osztályozásban alapi vagy bazális helyzetűnek vagy egyszerűen csak bazálisnak egy csoport olyan tagjait nevezzük, amik korábban divergáltak a csoport többi alcsoportjánál. Gyakran a „származtatott” (derived) szó ellentéteként használják.
Példák a kifejezés használatára:
- A Magnoliidae klád tartalmazza a bazális zárvatermők többségét.
- A palaeodicots alapi helyzetű kládba azok a zárvatermők tartoznak, amik az egyszikűek és a valódi kétszikűek különválása előtt különváltak.
- Az orangutánok a leginkább alapi helyzetűek a hominidák közül, mivel azok divergáltak a fejlődési vonalból elsőként.

Sok biológus, különösen a kladisztika művelői előnyben részesíti a „bazális/alapi” kifejezés használatát a „primitív/kezdetleges” helyett, mert ez utóbbi alsóbbrendűséget sugallhat. Pedig épp ellenkezőleg, ha egy csoport alapi helyzetű tagja fennmarad, a származtatottnál több ideje van az evolúcióra, és gyakran ugyanolyan jól alkalmazkodott környezetéhez.

## Fordítás
- Ez a szócikk részben vagy egészben  a   Basal (phylogenetics) című angol Wikipédia-szócikk ezen változatának fordításán alapul.  Az eredeti cikk szerkesztőit annak laptörténete sorolja fel. Ez a jelzés csupán a megfogalmazás eredetét és a szerzői jogokat jelzi, nem szolgál a cikkben szereplő információk forrásmegjelöléseként.